# Apanteles diatraeae
Apanteles diatraeae är en stekelart som beskrevs av Muesebeck 1921. Apanteles diatraeae ingår i släktet Apanteles och familjen bracksteklar. Inga underarter finns listade i Catalogue of Life.